# Hans Baldung
Hans Baldung detto Grien (Schwäbisch Gmünd, 1485 circa – Strasburgo, settembre 1545) è stato un pittore, disegnatore, incisore e xilografo tedesco, contemporaneo e allievo di Albrecht Dürer.

## Biografia
Hans Baldung nacque nella libera città di Schwäbisch Gmünd da una famiglia di letterati, accademici e professionisti, suo padre era avvocato e Hans fu l'unico membro della famiglia a non frequentare l'università. Intorno al 1499/1500 fece un periodo di apprendistato nella regione dell'Alto Reno, probabilmente a Strasburgo presso un pittore della scuola di Martin Schongauer.
Nel 1503 si trasferì a Norimberga dove completò la sua formazione con Albrecht Dürer, è probabile che acquisì qui il soprannome "Grien" a causa dell'abbondante utilizzo del colore verde. Lavorò insieme agli altri allievi di Dürer: Hans Schäufelein, Hans Süss von Kulmbach e Hans Dürer, fratello minore di Albrecht. Nel 1505 produsse insieme a Schäufelein le incisioni per il libro di Ulrich Pinder "Der beschlossen gart des rosenkra(n)tz marie" e dopo la partenza di Dürer per l'Italia (1505) illustrò gran parte del testo di Pinder "Speculum passionis domini nostri Jesu Christi". Dürer e Baldung rimasero amici anche dopo che quest'ultimo abbandonò Norimberga per trasferirsi a Strasburgo.
Del 1507 sono il trittico dei Re Magi per l'altare del duomo di Halle e il trittico di San Sebastiano (Norimberga). 

Nel 1509 l'artista tornò a Strasburgo, divenne cittadino e in seguito membro del consiglio della città. L'anno seguente sposò Margarethe Herlin e iniziò a firmare le sue opere con la sigla HGB che utilizzò fino al termine della sua carriera.
Insieme a Lucas Cranach il vecchio e a Hans Burgkmair fu uno dei precursori della tecnica di incisione chiaroscuro.
Nel 1512 Baldung si trasferì a Friburgo in Brisgovia dove gli era stata commissionata la realizzazione dell'altare principale della cattedrale. Fu questa la sua opera più rilevante, undici pannelli che tuttora si trovano nella cattedrale con scene della vita di Maria, nel pannello centrale è raffigurata l'incoronazione della Vergine. L'opera fu terminata solo nel 1516 e l'anno successivo Baldung tornò a Strasburgo dove visse fino alla morte.
In seguito le sue opere passarono da argomenti prevalentemente religiosi, (anche a causa del calo di commissioni da parte di istituzioni religiose provocata dalla "ventata" Riformista che attraversò la regione) ad argomenti più secolari. L'artista si dedicò alla raffigurazione di episodi mitologici e alle allegorie. Negli ultimi vent'anni della sua carriera venne influenzato dal manierismo italiano.

## Alcune opere

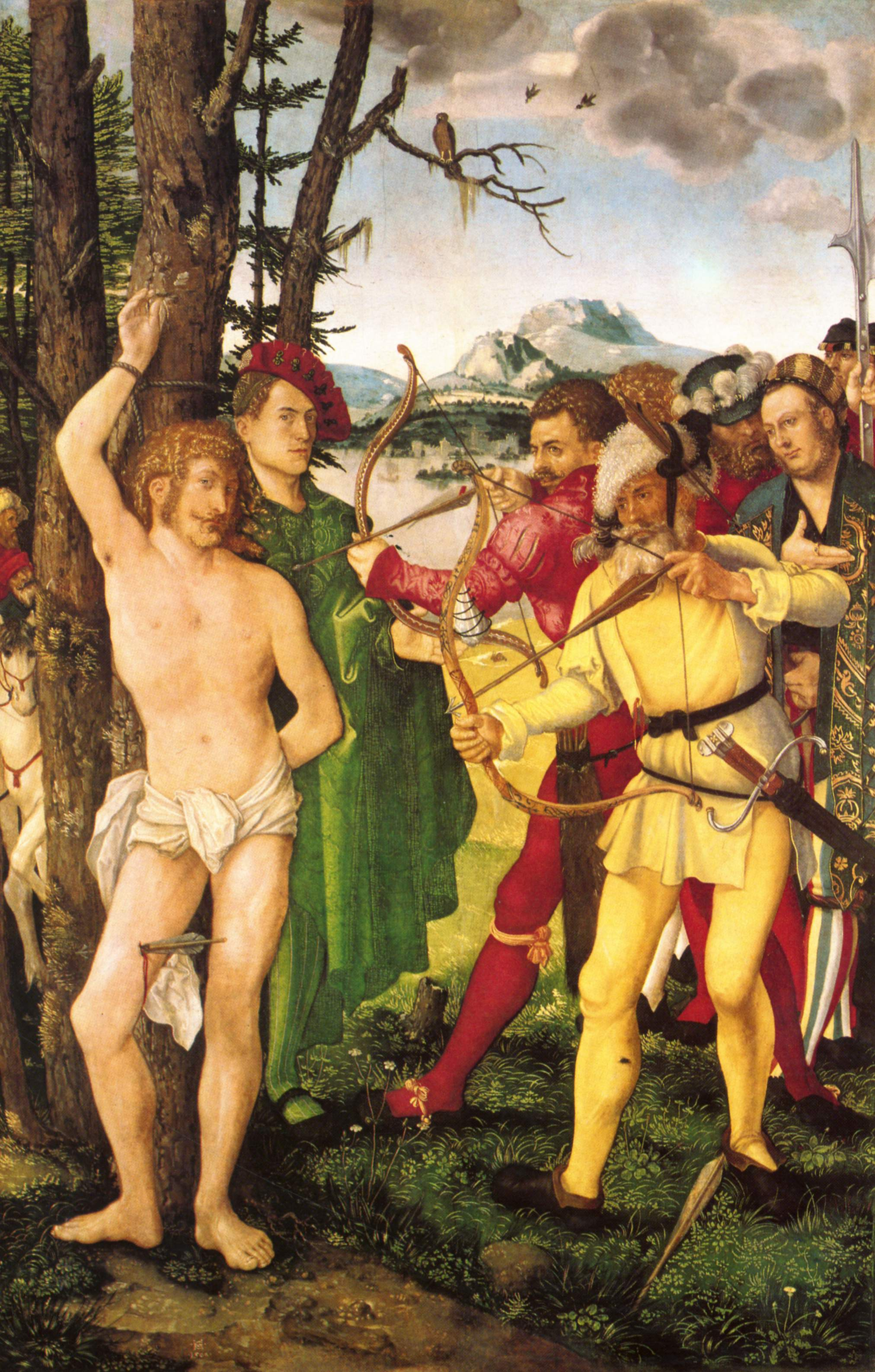
Martirio di san Sebastiano (Norimberga), tavola centrale

- Il cavaliere, la fanciulla e la morte (1505 c.), Olio su tavola, Parigi, Musée du Louvre
- Altare dei Re Magi (Dreikönigsaltar), per il duomo di Halle (1507), Olio su tavola, Berlino, Gemäldegalerie
- Altare di San Sebastiano (Sebastiansaltar) (1507), Olio su tavola, Norimberga, Germanisches Nationalmuseum
- Speculum passionis domini nostri Ihesu christi Nuremberg 1507 (1507), Xilografie, Berlino, Musei statali
- Ritratto di giovane con rosario (1509), Olio su tavola, Windsor, Royal Collection
- Sabba delle streghe (1510), Xilografia, Norimberga, Germanisches Nationalmuseum
- Le tre età della donna e la morte (1510), Olio su tavola, Vienna, Kunsthistorisches Museum
- Eva, il serpente e la morte (1510-1512), Olio su tavola, Ottawa, National Gallery of Canada
- La Sacra Famiglia in un paesaggio (1512 c.), Olio su tavola, Vienna, Gemäldegalerie der Akademie der bildenden Künste
- Incoronazione della Vergine (1512-1516), Olio su tavola, Friburgo, Cattedrale
- Adamo ed Eva, 1519, San Francisco, Palace of the Legion of Hounour
- San Pietro, San Francisco, Palace of the Legion of Hounour
- San Giacomo, San Francisco, Palace of the Legion of Hounour
- Altare maggiore, Cattedrale di Friburgo in Brisgovia
- Adamo ed Eva (1511), Xilografia in chiaroscuro, collezione privata
- Crocifissione (1511 c.), Xilografia in chiaroscuro, Norimberga, Germanisches Nationalmuseum
- Crocifissione (1512), Olio su tavola, Berlino, Musei statali
- Trinità e Pietà mistica, 1512, Londra, National Gallery
- Fillide e Aristotele (1513), Xilografia, Norimberga, Germanisches Nationalmuseum
- Luigi I di Löwenstein (1513), Olio su tavola, Berlino, Musei statali
- Ritratto d'uomo, 1514, Londra, National Gallery
- Riposo durante la fuga in Egitto (1514 c.), Olio su tavola, Norimberga, Germanisches Nationalmuseum
- San Giovanni a Patmos (1515 c.), Olio su tavola, New York, Metropolitan Museum
- Il conte Christoph I di Baden (1515), Olio su tavola, Monaco, Alte Pinakothek
- Mater Dolorosa (1516 c.), Olio su tavola, Budapest, Museo di belle arti
- Madonna col Bambino in una stanza (1516), Olio su tavola, Norimberga, Germanisches Nationalmuseum
- Diluvio, 1516, Bamberga, Staatsgalerie della Residenza Nuova
- Il conte Philip (1517), Olio su tavola, Monaco, Alte Pinakothek
- La morte e la donna (1517), Olio su tavola, Basilea, Kunstmuseum Basel
- La morte e la fanciulla (1518-1520), Olio su tavola, Basilea, Kunstmuseum Basel
- Compianto sul Cristo morto (1518 c.), Olio su tavola, Berlino, Staatliche Museen
- Adamo ed Eva (1519), Xilografia, Amburgo, Kunsthalle
- Adamo ed Eva (da Dürer), 1520 circa, Firenze, Galleria degli Uffizi
- San Cristoforo (1520 c.), Xilografia, Norimberga, Germanisches Nationalmuseum
- Natività (1520), Olio su tavola, Monaco, Alte Pinakothek
- Adamo ed Eva (1524), Olio su tavola, Budapest, Museo di belle arti
- Giuditta con la testa di Oloferne (1525), Olio su tavola, Norimberga, Museo nazionale tedesco
- Prudenza (1529), Olio su tavola, Monaco, Alte Pinakothek
- Musica (1529), Olio su tavola, Monaco, Alte Pinakothek
- Piramo e Tisbe (1530 c.), Olio su tavola, Berlino, Musei statali
- Adamo ed Eva (1531), Olio su tavola, Madrid, Museo Thyssen-Bornemisza
- Ercole e Anteo (1531), Olio su tavola, Kassel, Gemäldegalerie Alte Meister
- Muzio Scevola (1531), Olio su tavola, Dresda, Gemäldegalerie
- Ritratto di Ambroise Volmar Keller (1538), Olio su tavola, Strasburgo, Musée de l'Œuvre Notre-Dame
- Le tre età della vita e la morte (1539), Olio su tavola, Madrid, Museo del Prado
- Le tre Grazie (1540 c.), Olio su tavola, Madrid, Museo del Prado
- Madonna col Bambino (1539-1540), Olio su tavola, Berlino, Musei statali
- Ritratto di Gaspar Hedio (1543), Xilografia, Berlino, Musei statali
- La Vergine del pergolato (?), Olio su tavola, Strasburgo, Musée de l'Œuvre Notre-Dame
- Le sette età della donna (1544 c.), Olio su legno, Museo delle Belle Arti di Lipsia

## Galleria d'immagini

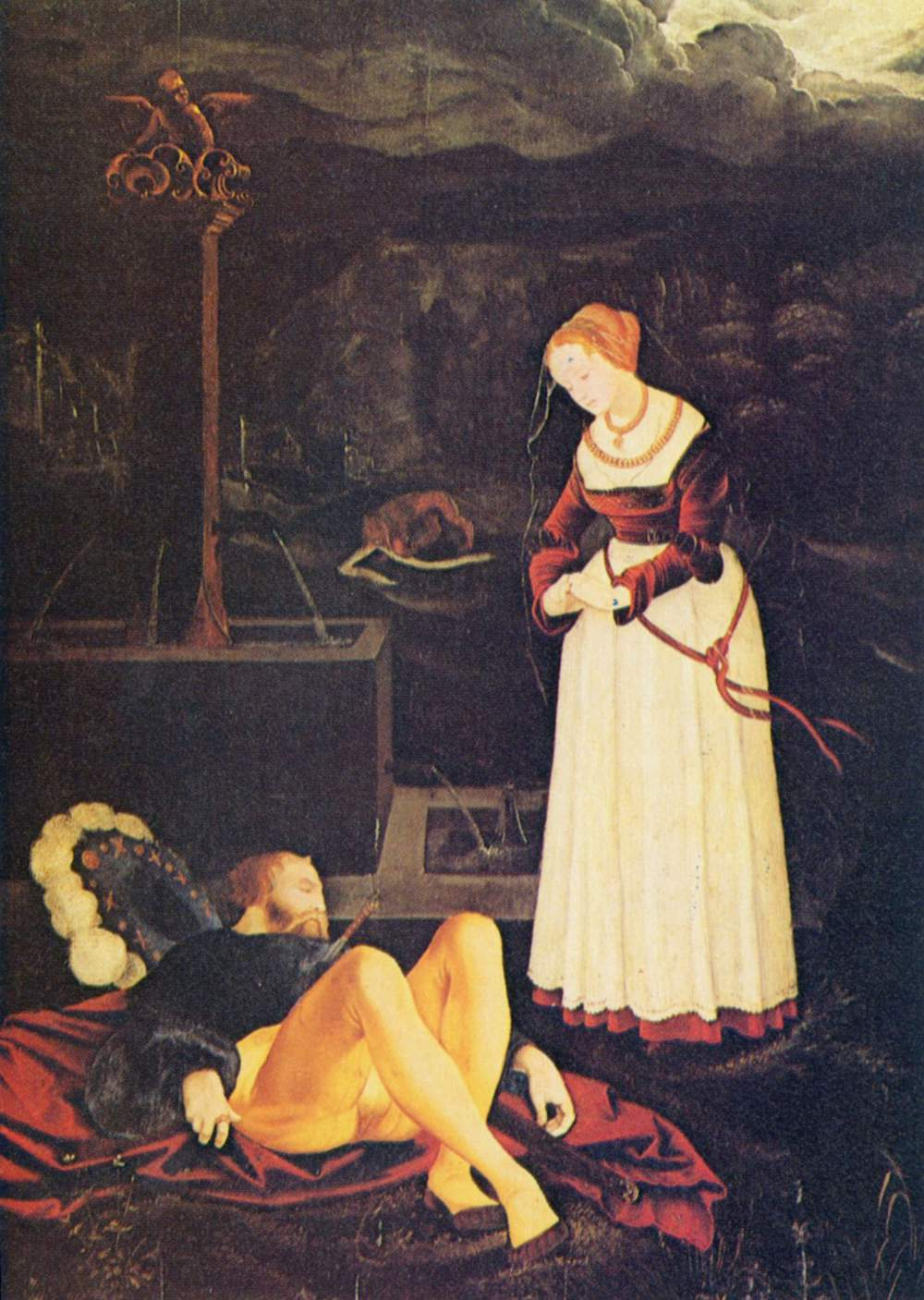
Piramo e Tisbe
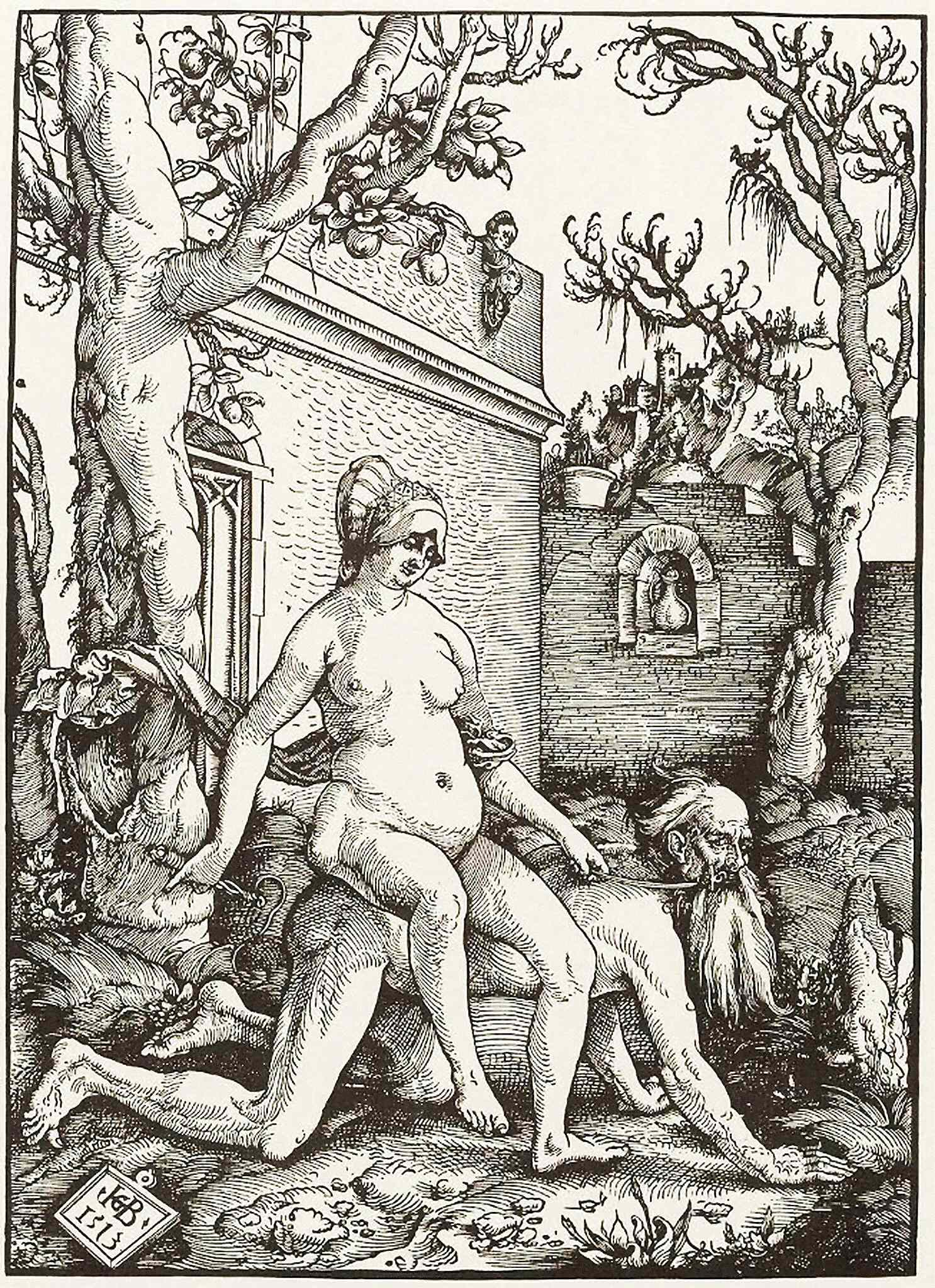
Fillide cavalca Aristotele innamorato